# 런던 조약 (1827년)
런던 조약(Treaty of London)은 영국, 프랑스, 러시아 제국이 1827년 7월 6일 체결한 조약이다. 유럽의 세 열강은 그리스와 오스만 제국에게 1821년 3월 6일 그리스인들의 반란 때부터 지속되었던 적대 관계를 중단하는 것을 요구했다. 몇 년간의 협상 끝에 유럽 연합군은 그리스의 편에 서서 전쟁에 개입하기로 결정했다. 연합군은 이 조약이 오스만 제국 내부에 그리스 독립국이 설립되는 것의 촉매제로 작용하기를 원했다. 오스만 제국이 그리스의 자치를 인정하되, 그리스인의 최고 지배자는 술탄이 된다는 것이 조약의 내용이었다. 조약은 열강 삼국이 그리스와 오스만 튀르크인들을 조정하려는 목표를 선언했다. 추가적인 내용에는 터키 술탄이 중재를 거부하고 그리스 내에서 적대관계를 이어나가는 경우에 대해서도 명시했다. 이 조항은 투르크인들은 1달 내로 중대를 받아들이지 않으면, 삼국 열강이 통상적인 방식을 통해 그리스인들과 관계를 맺을 것이라고 구체화되었다. 이 조항은 오스만 술탄이 정전을 거절할 시 정전 채택을 보장하기 위해 연합군이 적절한 조치를 취할 수 있도록 보장했다.
그러나 오스만 제국은 제해권 우위를 바탕으로 조약을 수용하지 않기로 결정했다. 런던 조약이 열강의 무력 행사를 승인했기 때문에, 그리스를 대신해서 삼국은 전쟁에 함께 개입했고, 그 결과 나바리노 해전이 발생했다. 나바리노 해전에서 연합군은 오스만-이집트 연합함대를 궤멸시켰고, 이는 그리스 독립국가가 탄생하는데 결정적인 역할을 했다.
런던 조약에 러시아 제국의 오스만 공격이 중지되는 조항이 있었기 때문에, 이 결과로 러시아 제국은 별도로 오스만 제국과 전쟁을 벌일 위험이 있었다. 실제로 1828년 러시아 제국이 다뉴브강을 건너 오스만 제국의 영토를 공격함으로써 전쟁이 발발했고, 1829년 9월 14일 아드리아노플 조약이 체결되면서 전쟁은 끝이 났다. 아드리아노플 조약을 통해 오스만 제국은 그리스의 독립을 다시 한 번 인정했다.

## 같이 보기
- 나바리노 해전
- 그리스 독립 전쟁
- 런던 조약